# Hererové
Hererové (také Ovaherero; předpona ova- vyjadřuje v hererštině množné číslo) jsou bantuský národ žijící na území Namibie, Angoly a Botswany, počet příslušníků se odhaduje na sto až dvě stě tisíc. Jejich kulturním a politickým centrem je město Okahandja.

## Počátky národa
Předky Hererů byli kočovní pastevci, kteří přišli v 17. století ze severovýchodu do polopouštní oblasti Kaokoveldu. Po čase se kmen rozdělil: ti, kteří zůstali na místě, jsou známi jako Himbové, zatímco vlastní Hererové se stěhovali jihovýchodním směrem za vydatnějšími pastvinami. V jejich kultuře hrál klíčovou roli dobytek, velikost stáda byla výrazem společenského postavení. S tím souvisel také tradiční oděv hererských žen, jehož součástí byly vysoké čepice zdobené kravskými rohy. Etnikum bylo rozděleno do osmi kmenů, kterým vládli náčelníci. Tradičními nepřáteli Hererů byli Namové, s nimiž svedli během 19. století řadu válek o půdu.

## Pod německou nadvládou
V roce 1884 byla zřízena Německá jihozápadní Afrika a Hererové přijali německou ochranu. Postupně však narůstala jejich nespokojenost s bílými osadníky, kteří zabírali jejich půdu a nutili domorodce, aby na ní pracovali za nevýhodných podmínek. Kolonisté navíc do oblasti zavlekli mor skotu, který vedl k úpadku tradičního pastevectví. Náčelník Samuel Maharero zahájil 12. ledna 1904 povstání, při kterém se spojil s Namy vedenými Hendrikem Witbooiem a útočili na bílé farmáře. Guvernér Theodor Leutwein, který se snažil spory s původními obyvateli urovnat po dobrém, byl odvolán a na jeho místo přišel generál Lothar von Trotha, odhodlaný zlikvidovat odpor nejtvrdšími prostředky. V bitvě u Waterbergu 11. srpna 1904 porazily dva tisíce moderně vyzbrojených německých vojáků přesilu hererských a namských bojovníků a nastaly brutální represe, označované za první genocidu moderních dějin. V říjnu 1904 vyhlásil von Trotha všechny Herery na německém území za nežádoucí, příslušníci kmene byli na potkání zabíjeni nebo zavíráni do pracovních táborů, ve kterých většina zahynula na následky krutého zacházení. Následovalo násilné vyhnání Hererů na východ země do pouště Kalahari. Maharerovi s částí bojovníků se podařilo dojít na území britského protektorátu Bečuánsko (dnešní Botswana), kde dostal azyl, ale většina žen a dětí v nehostinné poušti zahynula. Odhaduje se, že v roce 1907, kdy byla kampaň proti Hererům ukončena, zbylo z původních více než 80 000 příslušníků kmene pouze okolo 15 000. V roce 2021 Německo uznalo odpovědnost za masakry Hererů i Namů a uzavřelo s namibijskou vládou dohodu o zahlazení této historické kapitoly, kterou vyjednávaly obě země od roku 2015. Na základě té slíbilo v Namibii v následujících 30 letech investovat 1,1 mld. € do rozvoje a obnovy. V dohodě Německo označilo masakry za genocidu.

## Moderní dějiny
Od roku 1915 byla Namibie okupována Jihoafrickou republikou, v roce 1959 byla založena Národní unie Jihozápadní Afriky, bojující za sebeurčení Hererů. V roce 1968 byl vytvořen samosprávný bantustan Hereroland, který se roku 1990 stal součástí nezávislé Namibie. V namibijské politice dominují nejpočetnější Ovambové, Hererové tvoří s pěti až sedmi procenty obyvatelstva menšinu. V roce 2004 se německá ministryně Heidemarie Wieczorek-Zeulová oficiálně omluvila za vyhlazování Hererů, probíhají jednání o finančním odškodnění, objevil se také návrh na přejmenování Trothovy ulice v Mnichově na ulici Hererů. Thomas Pynchon popsal osud Hererů v knize Duha gravitace.

## Zvyky
Hererové vyznávají vedle protestantského křesťanství také tradiční víru založenou na kultu posvátného ohně (OtjikaTjamuaha) a obavách z čarodějnictví a zlých duchů (omuroi). Největším svátkem je Otjiserandu, který se slaví každoročně koncem srpna u hrobu národního hrdiny Samuela Maharera v Okahandji.
Hlavním způsobem obživy je chov skotu, ovcí, koz a oslů, z kysaného mléka se vyrábí národní nápoj omaere.
Hererové jsou známí svým v Africe zcela ojedinělým způsobem odívání. Po rozdrcení povstání přijaly zdecimované zbytky etnika novou kulturní identitu od vítězných Němců. Muži začali nosit vojenské blůzy a čepice, hererské ženy si oblíbily kroj německých venkovanek s dirndlem a velikým čepcem, který nosí dodnes. Také hererská architektura napodobuje evropské vlivy.

## Náboženství
Hererové ještě před sto dvaceti lety vypadali velmi podobně jako Himbové, ovšem po dramatickém konfliktu s Němci Hererové z existenciálního šoku a totální ztráty identity nakonec přijali náboženství a celý způsob života těch, kteří je vraždili; stali se luteránskými křesťany a od této násilné transformace až doposud oblékají šaty typické pro Německo na přelomu 19. a 20. stol. Ženy nosí barevné vrstvené šaty a specifické pokrývky hlavy ve tvaru rohů, neboť skot hrál pro Herery po dlouhou dobu jejich historie klíčovou roli. Hererští muži nosí obvykle saka evropského střihu. Při slavnostnějších příležitostech, např. při nedělní mši, oblékají vojenské uniformy odrážející německou vojenskou módu na přelomu výše zmíněných století, kdy došlo ke konfliktu. Se svým přerodem v luteránské křesťany ustoupili Hererové od obřízky jak děvčat, tak chlapců. Ve stejnou dobu opustili rovněž rituály spojené s posvátným ohněm a víra v jednoho Boha Mukurua byla nahrazena vírou v Trojjediného Boha vyznávaného křesťany. Tato náboženská transformace byla krvavá, nicméně platí, že se pro ni přeživší po genocidě rozhodli sami. Oblastí, kde opuštění dřívějších náboženských představ není tak jednoznačné, je uctívání předků a obavy z čarodějů zneužívajících omiti. Přestože Hererům je při mších vštěpováno, že křtem se člověk vyvazuje z dosahu omiti, a nemusí se tak obávat útoku tradičních čarodějů, tento existenciální strach v Hererech přetrvává. Uctívání předků Hererové také zcela neopustili.